# Gottfried Leonhard

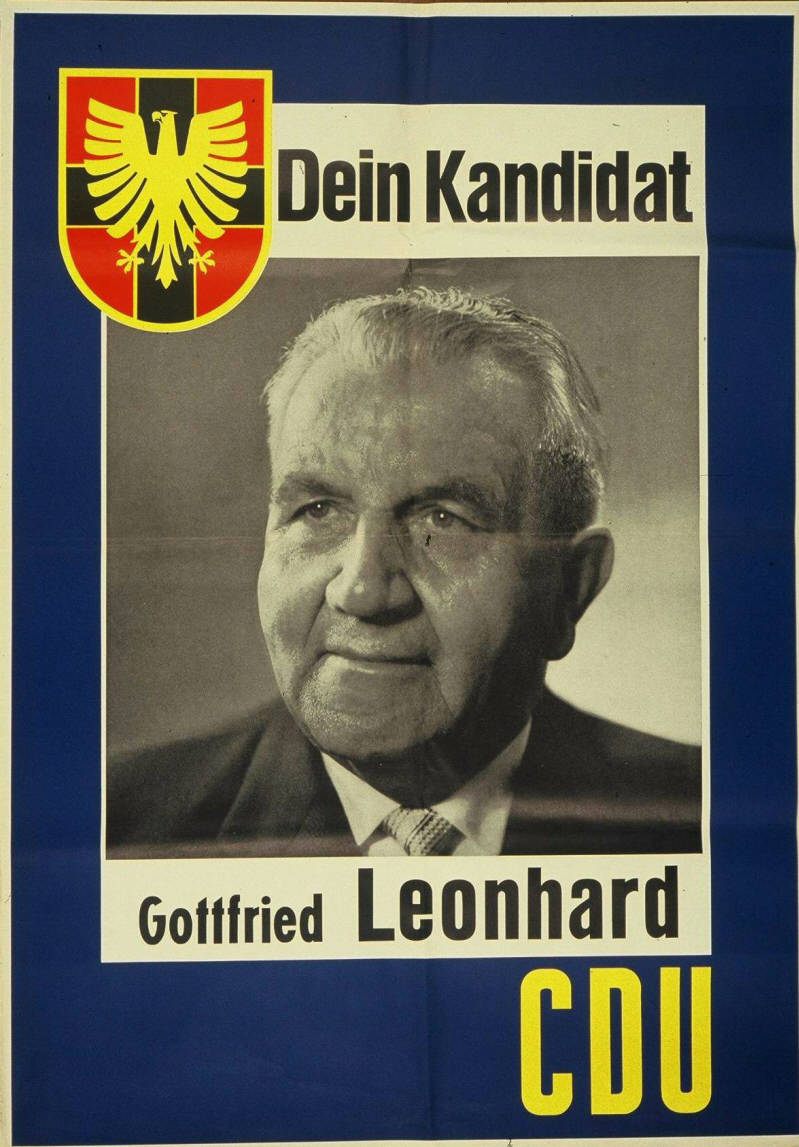
Gottfried Leonhard auf einem Wahlplakat zur Bundestagswahl 1957

Gottfried Leonhard (* 14. März 1895 in Nöttingen, Landkreis Pforzheim; † 7. Oktober 1983 in Pforzheim) war ein deutscher Politiker der CDU.

## Leben und Beruf
Nach der Mittleren Reife absolvierte Leonhard, der evangelischen Glaubens war, eine Lehre zum Goldschmied. Im Ersten Weltkrieg war er Soldat. Nach dem Krieg arbeitete er zunächst als Bijouterietechniker, bevor er sich 1928 als Schmuckfabrikant in Pforzheim selbständig machte.
Sein Nachlass ist im Stadtarchiv Pforzheim archiviert.

## Partei
Leonhard war 1945 Mitbegründer der CDU in Pforzheim und war zeitweise dortiger CDU-Kreisvorsitzender.

## Abgeordneter
Leonhard gehörte nach dem Zweiten Weltkrieg zunächst dem Stadtrat von Pforzheim an. Er war 1946 bis 1950 für den Wahlkreis 24 (Pforzheim) Mitglied des Landtages von Württemberg-Baden.
Leonhard gehörte dem Deutschen Bundestag seit dessen erster Wahl 1949 bis 1965 an und vertrat dort als stets direkt gewählter Abgeordneter den Wahlkreis Karlsruhe-Land. Vom 21. Mai 1953 bis zum Ende der ersten Legislaturperiode war er stellvertretender Vorsitzender des Bundestagsausschusses für das Post- und Fernmeldewesen. Als ihm – wie allen Bundestagsabgeordneten – 1950 von dem bekennenden Homosexuellen Hans Bielefeld dessen Schrift gegen den § 175 StGB zugesandt wurde, verwahrte er sich diesem gegenüber mit den Worten „Es ist wirklich traurig, daß sie den Mut besitzen, jedem Bundestagsabgeordneten ... diese Schrift zu schicken. (...) Ist Ihnen das Verwerfliche Ihres Verhaltens eigentlich noch nie in den Sinn gekommen?“

## Ehrungen
- Großes Bundesverdienstkreuz (28. Juni 1961)